# Дог-Айленд (Гамбія)
Дог-Айленд (англ. Dog Island) — острів у гирлі річки Гамбія в Західній Африці. Належить Гамбії.

## Географія
Острів Дог-Айленд лежить за 13 кілометрів від місця впадання річки Гамбія у Атлантичний океан, в 150 метрах від північного берега річки і при відпливі його можна досягти пішки. Довжина Дог-Айленда дорівнює 310 метрам і ширина — 110 метрам, острів має овальну форму. Дог-Айленд не має постійного населення, однак досить часто відвідується туристами, що прибувають сюди із столиці країни Банжул для спостережень за проживаючими тут річковими дельфінами.
Назву отримав по ревінню проживаючих тут павіанів, який нагадував собачий гавкіт.

## Історія
Перша європейська згадка про острів датується травнем 1456 р., коли експедиція, споряджена портуальським принцем Енріке Мореплавцем на чолі з італійськими капітанами Альвізе Кадамосто та Антоніотто Узодімаре увійшла в гирло річки Гамбія і, згідно звіту Кадамосто, пропливши близько 10 італійських миль (15 км) вверх по течії пришвартувалась біля якогось острова. Одного з померлих моряків експедиції на ім'я Андре було поховано на цьому острові, через що острів було названо на честь Святого Андрія — Ilha de Santo André.
Сьогодні вважається, що островом, якому Кадамосто і Узодімаре дали назву Св. Андрія є Дог-Айленд, що знаходиться саме на такій відстані від впадіння Гамбії в океан. Оскільки острів залишався протягом сторіч незаселеним, з часом назва Острів Св. Андрія «перекочувала» на сусідній острів, що знаходиться на 15 км вище за течією — сучасний острів Кунта Кінте, на якому в 1651 році колоністи з Курляндії заснували торгову факторію і звели форт Джейкоб, а в 1661 р. його було захоплено англійцями і перейменовано на Джеймс Айленд (на честь англійського короля Якова ІІ).